# Zygmunt Sulistrowski (reżyser)
Zygmunt Sulistrowski (ur. 18 maja 1922 we Lwowie, zm. 2007 w Brazylii) – polski reżyser amerykańskiej sceny filmowej, scenarzysta i aktor. Uczestnik powstania warszawskiego.

## Życiorys
Syn Kazimerza Sulistrowskiego i Jadwigi z d. Olizar. Walczył w powstaniu warszawskim. Po 1945 wyemigrował do Paryża, gdzie ukończył Akademię Filmową, a następnie przeniósł się do Londynu.
Wkrótce wyjechał do Kalifornii, gdzie współpracował w International Film Enterprises w Hollywood. Wielkie wrażenie wywarła na nim podróż do Rio de Janeiro i Brazylii w 1951 roku. Zafascynowany przyrodą Amazonii oraz życiem i folklorem Indian, zrealizował w 1954 pierwszy film przygodowy Feitiço do Amazonas. W 1988 przeniósł pracę reżyserską z Hollywood do Manaus, gdzie wykupił 27.000 akrów gruntu w dorzeczu Amazonki, założył rezerwat Terra Verde oraz Centrum Badawczo-Ekologiczne (Resarch and Preservation Center of Amazonias Ecology) w stanie Amazonas. W 1991 wybudował tam hotel ekologiczny dla turystów Green Land Lodge.

## Nagrody i wyróżnienia
Pierwszy film Sulistrowskiego Feitiço do Amazonas był prezentowany w 1954 na Międzynarodowym Festiwalu Filmowym w Cannes. W lipcu 1958 na Międzynarodowym Festiwalu Filmowym w Berlinie wyświetlono jego film Tumulto de Paixões.
Zygmunt Sulistrowski w 1999 otrzymał Złoty Medal od Amerykańskiego Instytutu Kultury Polskiej (American Institute of Polish Culture, AIPC) w Miami.

## Filmografia
- Feitiço do Amazonas (1955)
- Tumulto de Paixões (1958)
- How I Lived as Eve (1963)
- African Thrills (1968)
- Happening in Africa (1969)
- Love in the Pacific (1970)
- Jungle Erotic (1970)
- The Awakening of Annie (1975)
- A Ilha do Amor (1981)
- Xavana, Isla del Amor (1985)